# Seconde classe
Ne doit pas être confondu avec Deuxième classe ou Classe de seconde.
Dans un moyen de transport (avion, train ou bateau), la seconde classe, ou deuxième classe, est une classe offrant moins de confort et de services et généralement plus économique que la première classe. 
On en trouve dans différents moyens de transport, allant du transport aérien, le transport ferroviaire ou encore maritime.

## Transport aérien
À bord des avions, on utilise les vocables classe économique ou classe touriste pour désigner la seconde classe. Les sièges sont plus étroits et rapprochés qu'en première classe ou que dans la classe affaires, le service y est simplifié ou inexistant (vols à bas coûts) tandis que les tarifs y sont les plus attractifs.
Voyager en seconde classe peut provoquer le syndrome de la classe économique. Ce syndrome a été inventé dans les années 1990 quand il a été constaté que les gens qui faisaient des longs trajets en avion avaient un risque accru de thrombose, thrombose veineuse profonde particulièrement (TVP) et sa principale complication : la thrombo-embolie pulmonaire.

## Transport ferroviaire

### Historique

#### XIXesiècle
En 1846, en France, une ordonnance fixe la dimension d'une place dans un train : 45 centimètres en largeur, 65 en profondeur, et 145 en hauteur.

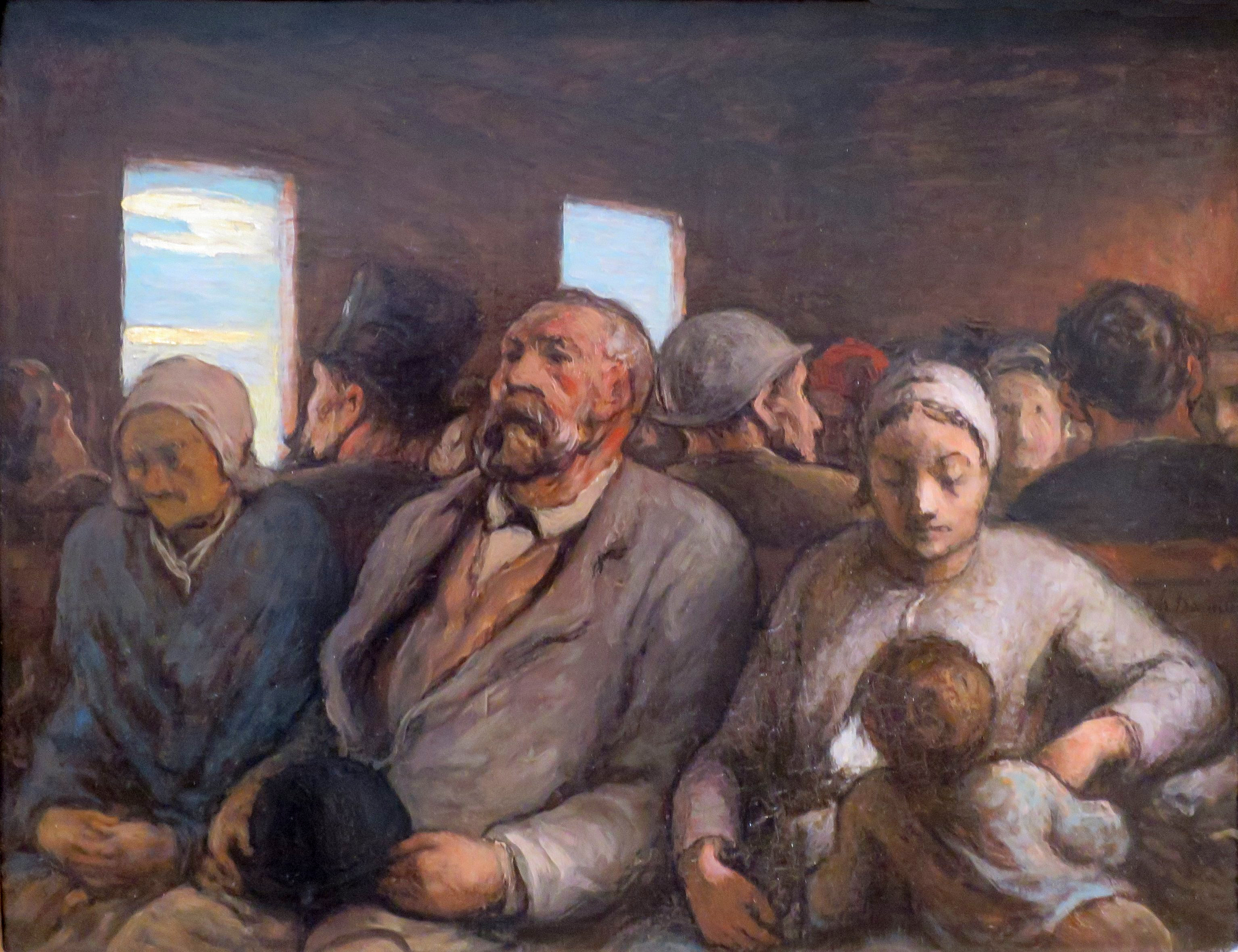
Un wagon de troisième classe
Honoré Daumier, 1856–1858
Musée des Beaux-Arts de San Francisco

Selon une réglementation antérieure à 1860, un cahier des charges définit le niveau de confort des trois classes, dans son article 32 : toutes les voitures doivent être montées sur ressorts, et disposer de banquettes. Trois classes doivent exister. La première classe dispose de glaces, la deuxième de banquette rembourrées ; en troisième, les rideaux peuvent être remplacés par des persiennes. En France, un arrêté ministériel du 1er mars 1861 dispose que les compartiments spéciaux (dames, fumeurs, poste) doivent être désignés par des plaques appendues.
En 1864 et 1865, en France, des circulaires ont permis la circulation de trains qui ne contiendraient pas les trois classes, pourvu qu'en journée, il y ait au moins un train qui contienne les trois classes. En 1869, les dames non accompagnées ont le droit de voyager dans des compartiments à part, toutefois, en Belgique, les enfants sont admis dans ces compartiments.
En 1875, certaines conventions (avec les compagnies privées) prévoient le chauffage. Une circulaire de mai 1869 recommande le chauffage par bouillotte.
En 1880, en France, les voitures ont les coûts suivants :
- 12 500 francs pour une voiture de première classe ;
- 8 700 francs pour une voiture de deuxième classe ;
- 5 800 francs pour une voiture de troisième classe.

En 1883, l'emploi du signal d'alarme est réglementé.
En 1890, et en 1891, une circulaire rend obligatoire le chauffage dans tous les trains et dans tous les compartiments. Les textes légaux ne rendent pas obligatoire la présence de water-closets.
L'accès au wagon restaurant n'est pas limité pour les voyageurs de premières classes, mais est limité à la durée du repas pour les voyageurs de deuxième et troisième classes.
Au XIXe siècle, le niveau de confort des différentes classes dépend des pays. Sur différents réseaux ferroviaires de France, la plus fréquentée des trois classes est la troisième classe.
Les coussins ne contiennent que 10 kilogrammes de crin par coussin. Les stores sont en coutil ou en mérinos. Mais en Angleterre, le confort des secondes est plus spartiate. En France, une seule lampe suffit à éclairer deux compartiments, alors qu'en Prusse, une bougie est utilisée.

##### Aux États-Unis
Aux États-Unis, de par la loi, il existe un système de classe unique. Cependant, en pratique, trois types de confort peuvent coexister : une voiture salon de luxe, une voiture standard, et une voiture d'émigrants.
Une voiture de classe standard peut mesurer une quinzaine de mètres de longueur, compter 56 à 60 voyageurs. Elle est chauffée par un ou deux poêles. Elle dispose aussi d'une fontaine à eau glacée, d'un lavabo et d'un water-closet.
La voiture salon dispose de 20 à 24 sièges, de large et hautes baies vitrées, fumoir, bibliothèque, buffet, lavabo pour hommes et dames.

#### XXesiècle

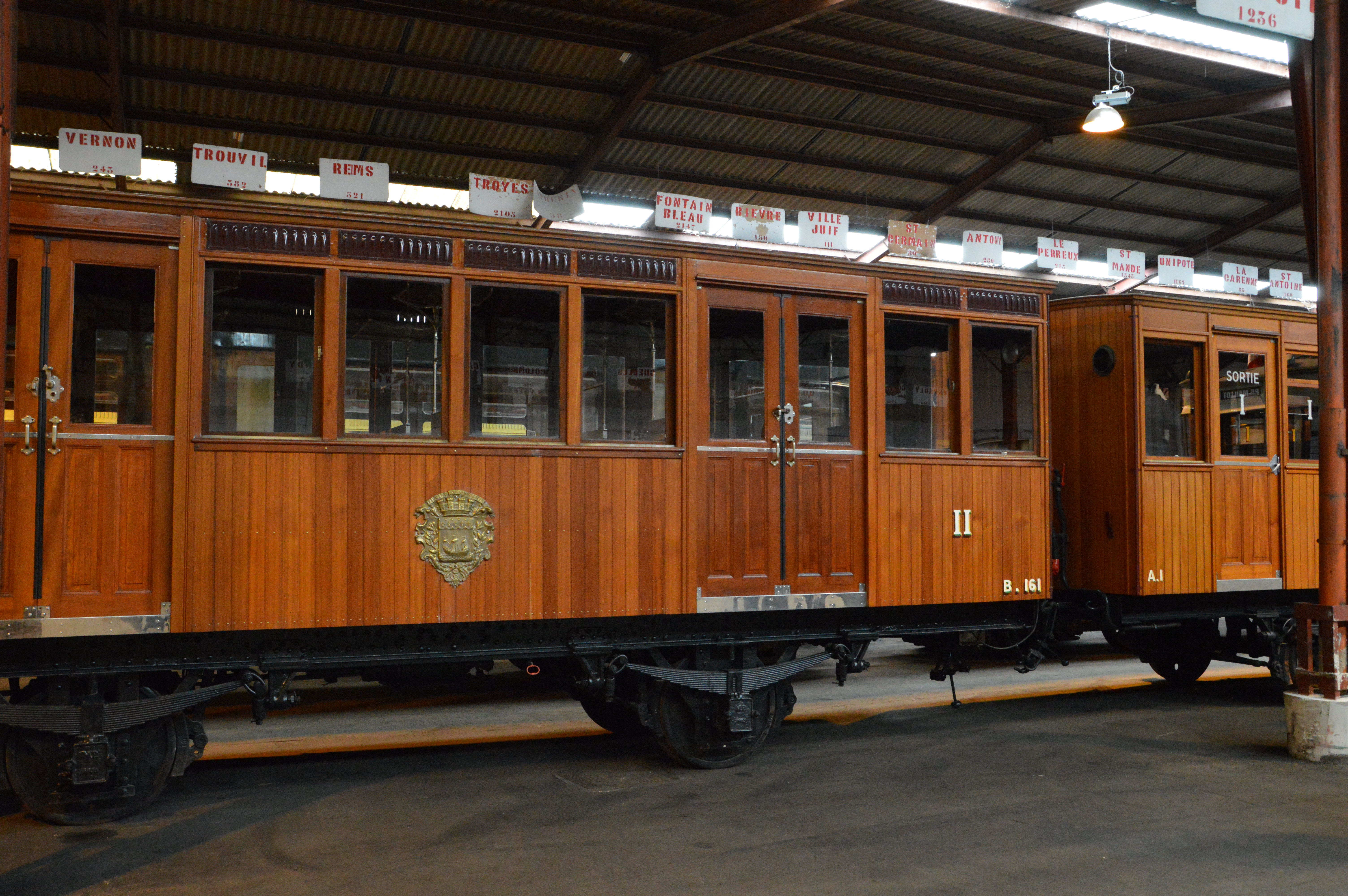
Voiture Westinghouse (métro de Paris) de seconde classe.

En France, en 1901, des espaces fumeurs sont créés, pour y mettre les personnes qui ne sont pas capables de respecter l'interdiction de fumer en vigueur dans les places ordinaires.
En 1901, chaque voiture doit comporter une indication du réseau auquel elle appartient, et un numéro d'ordre de la voiture dans le train. Chaque compartiment doit indiquer quel est son numéro de classe. Ces informations doivent être lisibles sur la caisse ou bien sur le côté du châssis.
Avant 1956, les chemins de fer proposant trois classes, la deuxième classe, confortable sans le luxe de la première, accueillait les voyageurs de la petite bourgeoisie, tels que commerçants, fonctionnaires, rentiers, etc. Avec le passage à deux classes, dans les pays les plus développés, la seconde classe devint plus populaire, la nouvelle première, moins chère qu'auparavant, fut choisie par les voyageurs cherchant un certain confort « entre soi », sans promiscuité.
Avec les années, le niveau de confort de la deuxième classe a été constamment amélioré aussi bien sur les lignes régionales que sur les Grandes lignes. En France, cela fut surtout le cas avec la mise en service du matériel Corail. Les sièges individuels, disposés en salle ou en compartiment, sont revêtus de skaï ou de tissu synthétique. Les banquettes collectives sont en voie de disparition, même pour les trains omnibus. Quant aux trains de banlieue, malgré une décoration plus attrayante qu'autrefois, ils offrent, dans la plupart des cas, des sièges serrés et de plus en plus durs, pour éviter leur éventration. C'est dans le TGV que la différence de confort et de services entre les classes est la plus marquée, avec un espace réduit pour les jambes en deuxième classe.
Le métro de Paris a proposé une distinction 1re classe / 2de classe jusqu'en 1991. Cette distinction a persisté pour le RER francilien jusqu'en 1999.

#### XXIesiècle

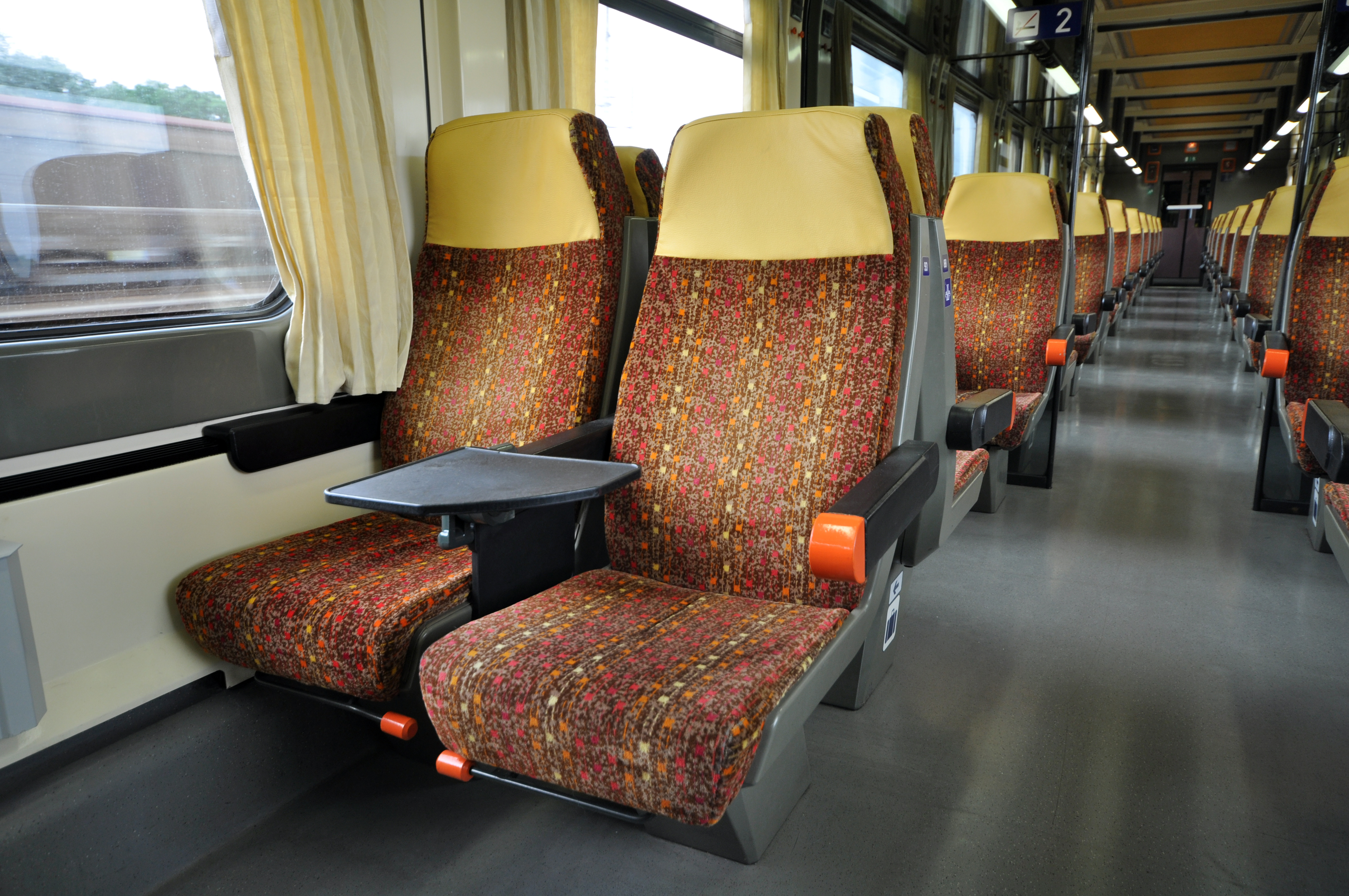
Intérieur d'une voiture de 2e classe dans un ICE en 2011.

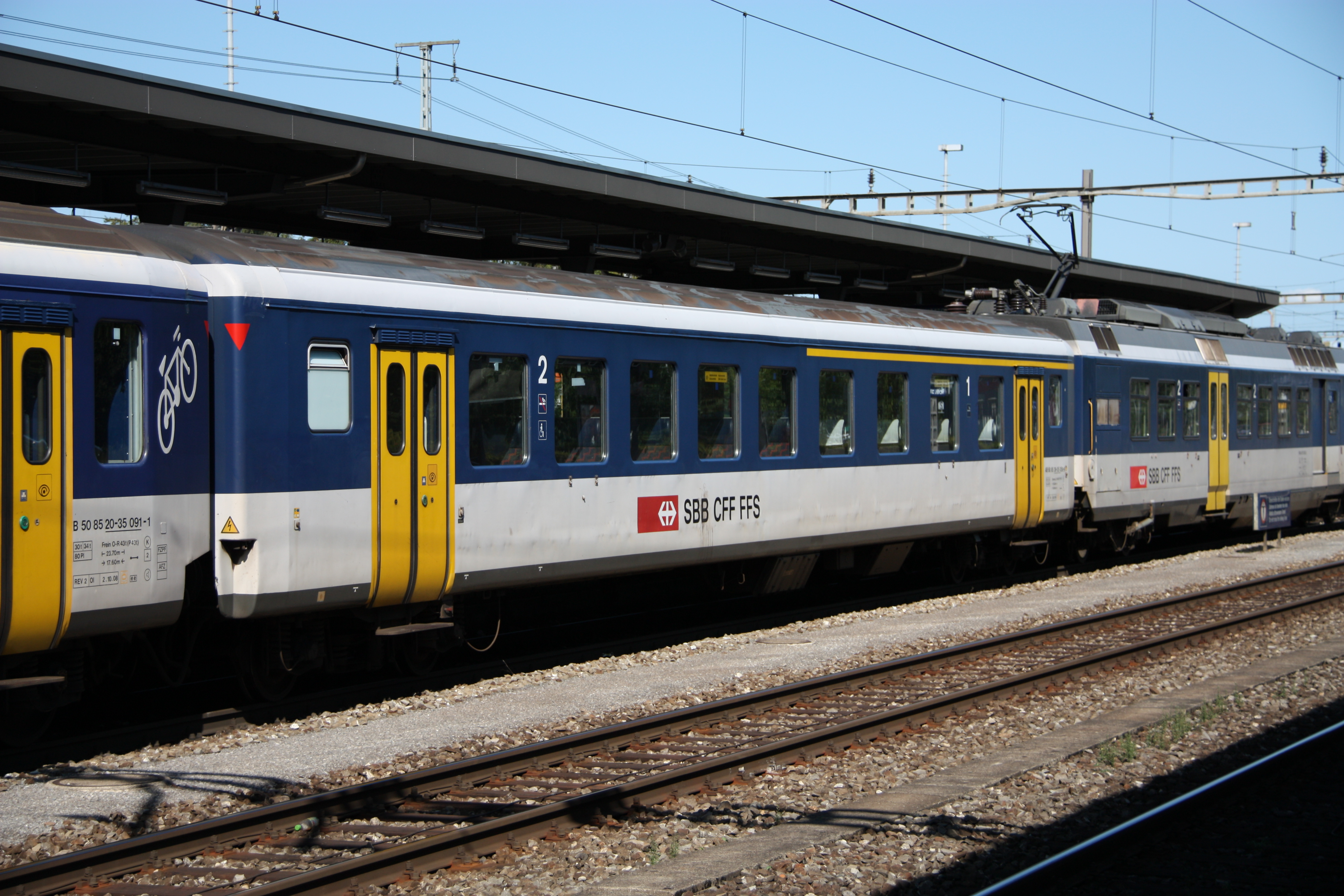
Voiture CFF AB EWII NPZ, avec compartiment 1re classe marqué d'une ligne jaune.

En 2017, les trains proposent généralement le choix normal entre les deux classes.
Toutefois, dans certaines régions, certains locaux peuvent ne comporter que la seconde classe. C'est aussi actuellement le lot des trains de banlieue tels que les RER, qui fonctionnent sans personnel de bord, donc sans possibilité de contrôle. En France, devant l'augmentation massive du trafic, un matériel insuffisant en capacité et la baisse de la sécurité à bord, certaines régions, ayant obtenu la gestion des TER, ont décidé — officiellement pour gagner des sièges — de ne plus proposer que la seconde classe dans leurs trains. Cette décision contestée a provoqué une rupture d'ambiance pour les voyageurs de première classe des grandes lignes les utilisant en correspondance, ou surtout sur des longs trajets n'ayant jamais bénéficié ou n'ayant plus de services Intercités supprimés, avec une absence de fait d'un choix de confort et de possibilité d'isolement et de calme. Aussi, certaines régions, comme Auvergne-Rhône-Alpes, réintroduisent-elles progressivement, une première classe dans les TER.
En plus du confort des sièges d'autres éléments et services peuvent distinguer les classes. Sur certaines grandes lignes, les passagers de 1re classe peuvent avoir un repas servi dans le train. Des prises électriques à disposition des passagers peuvent être plus ou moins nombreuses, voire absentes en 2e classe. La taille des porte-bagages peut être aussi plus réduite en 2e classe.
L'indication de la classe choisie est  repérable à l'extérieur des voitures, de façon à en faciliter l'accès aux voyageurs. En France, les cartouches de classe SNCF sont en rouge ou en émeraude pour les voitures de première classe et en vert clair ou rose fuchsia pour celles de seconde classe. En Suisse, comme en Belgique, en Allemagne ou d'en d'autres pays européens, les différentes compagnies utilisent généralement toutes le même marquage. En plus de l'inscription du numéro de classe 1 ou 2 près des portes, les voitures de première classe sont marquées d'une bande jaune au-dessus des baies.

## Transport maritime
Les paquebots de ligne comportent généralement une première et une seconde classe, qui est dénommée classe touriste. Sur les lignes courtes, les navires peuvent ne comporter qu'une classe unique, l'accès à un salon ou à des cabines de luxe (contre un supplément) correspondant, de fait, à l'existence d'une première et d'une seconde classe.
Jadis, située entre la luxueuse et coûteuse première classe et la grouillante et spartiate troisième classe, la deuxième classe a pu susciter l'appréhension du progrès social. En effet, en citant un exemple connu, le Titanic avait été un des premiers paquebots à posséder une classe intermédiaire. Avant cela, les émigrants voyageaient sur l'entrepont et la haute société en cabine tandis que la petite bourgeoisie des négociants, commerçants ou fonctionnaires, ne pouvant s'offrir ce luxe, répugnait toutefois à voyager avec les classes populaires. Par la création d'une classe intermédiaire, cette catégorie a pu s'offrir un confort convenable à prix raisonnable.
La catégorie seconde classe a pris de plus en plus d'ampleur en raison de la croissance de la classe moyenne. La White Star Line, compagnie propriétaire du Titanic, avait compris cette évolution, et espérait dégager plus de bénéfices sur la seconde classe, que sur la première ou troisième classe. Les réservations effectuées sur le Titanic pour son voyage inaugural ont donné raison à la compagnie. En effet, alors que la seconde classe affichait un taux d'occupation maximal, les première et troisième classes n'étaient pas remplies au maximum des capacités du paquebot[réf. nécessaire].

## Troisième classe
En troisième classe, il n'y a pas de garniture. Les dossiers sont constitués de planches. Les voitures ne disposent pas d'autres ouvertures que les portes. Toutefois, dans différents endroits[Où ?], des progrès sont réalisés pour apporter un meilleur confort en troisième classe.
En 1870, en France, les voitures de troisième classe sont à cinquante places, à l'exception des voitures de la compagnie d'Orléans qui sont à quarante places. Les compartiments sont de dix places . En 1872, pour le transport des troupes, les wagons de marchandise surpassent les voitures de troisième classe, dans le sens où il y est plus aisé de mouvoir les jambes.
En Europe, jusqu'en juin 1956, il existait, dans les trains, trois classes de voitures sans compter les voitures-salons au grand confort, accessible contre un supplément Pullman. Cette complexité prit fin avec le maintien d'une première classe, la suppression de l'ancienne deuxième classe intermédiaire et la requalification de l'ancienne troisième classe, au confort généralement amélioré, en deuxième classe. Il ne reste alors plus que deux classes. Cette disposition en trois classes a toutefois été implicitement reconduite avec l'introduction, dès 1957 des Trans-Europ-Express (qui ne comportaient qu'une première classe « de luxe »), et été réintroduite récemment à bord de l'Eurostar, tandis qu'une offre de trois classes et plus existe dans de nombreux pays du monde. Pour les bateaux, elle demeure plus rare. Cette classe était principalement réservée à l'émigration, à la fin du XIXe siècle et au début du XXe siècle.